# Pabanco
Pabanco är en ort i Mexiko.   Den ligger i kommunen Papantla och delstaten Veracruz, i den sydöstra delen av landet, 210 km öster om huvudstaden Mexico City. Pabanco ligger 69 meter över havet och antalet invånare är 350.
Terrängen runt Pabanco är platt norrut, men söderut är den kuperad. Runt Pabanco är det ganska tätbefolkat, med 104 invånare per kvadratkilometer. Närmaste större samhälle är Agua Dulce, 14,7 km norr om Pabanco. Omgivningarna runt Pabanco är en mosaik av jordbruksmark och naturlig växtlighet.